# Щоденний віщун

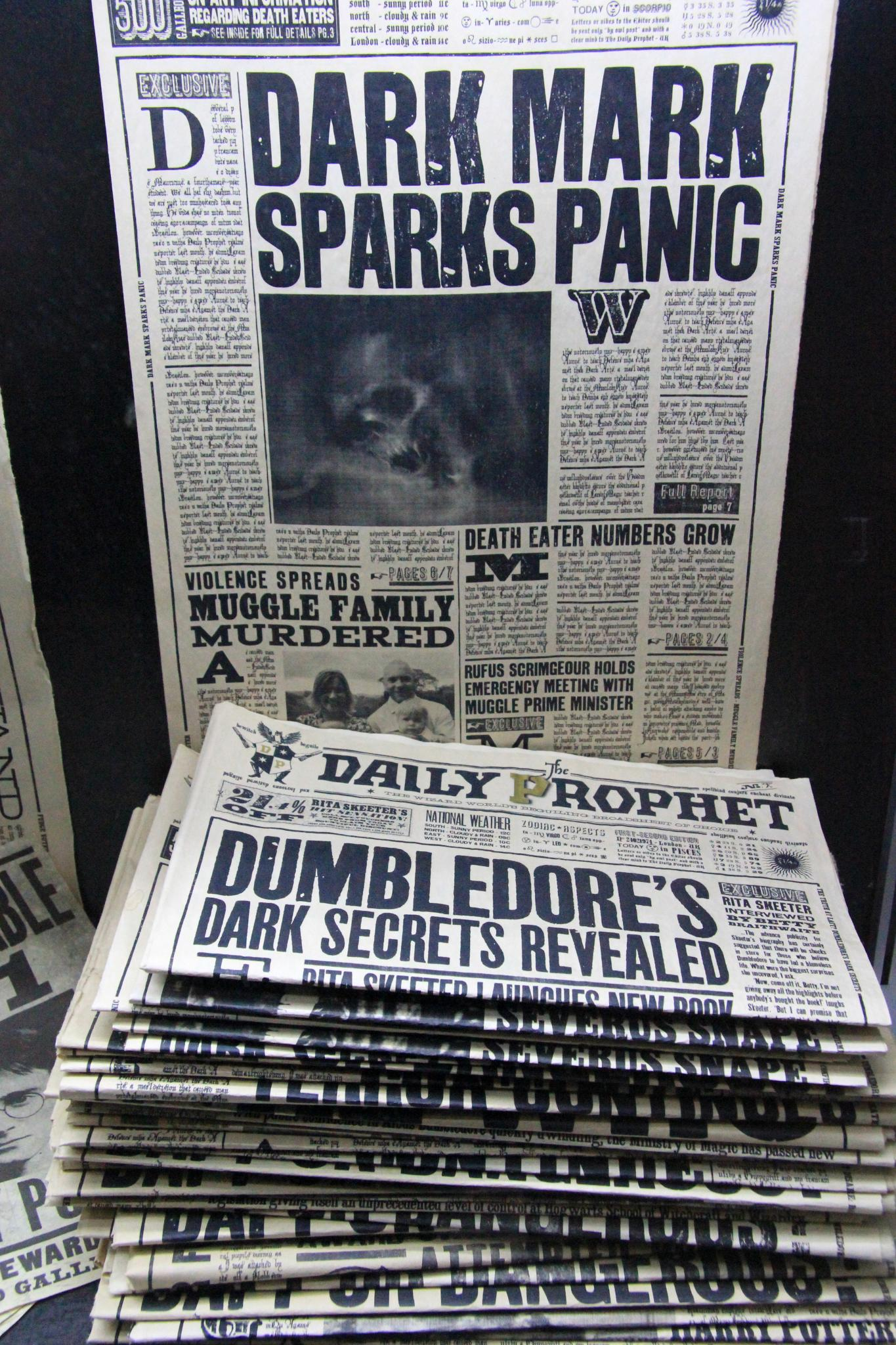
Фото щоденного віщуна з кіностудії Warner Brothers

«Щоде́нний віщу́н» — офіційна газета чарівницького світу Великої Британії з серії книжок про Гаррі Поттера.
Міністерство магії контролювало Щоденний віщун, тому багато інформації (невигідної для Міністерства) не доходило до кола читачів. Одним із найвідоміших редакторів Віщуна була Ріта Скітер — незареєстрований анімаг. Коли Волдеморт, темні чаклуни і смертежери відновлювали свою могутність, Щоденний віщун постійно це заперечував і майже у кожному номері можна було знайти коментарі про Гаррі Поттера чи Албуса Дамблдора.
Щоденний віщун — це періодичне видання. Тож багато чарівників отримували цю газету совиною поштою.